# Charme fatal
Pour plus de détails, voir Fiche technique et Distribution.
Charme fatal (Blood on Her Hands) est un téléfilm réalisé par Steven Robman, diffusé en 1998.

## Résumé
La charmante Isabelle peut-elle se satisfaire d'aucune relation avec un homme ? Dès qu'elle en a un sous son charme, c'est pour en abuser et le manipuler. Quelqu'un l'arrêtera-t-il ?

## Fiche technique
- Titre anglais : Blood on Her Hands
- Autre titre français : Du sang sur les mains
- Scénario : Kenneth Alan Berg, Steve Johnson
- Production : Ken Berg, Robert Greenwald, Helmut Huber, Philip K. Kleinbart, Kimberly Rubin pour Robert Greenwald Productions
- Musique : Stephen Edwards
- Photographie : Robert Primes
- Durée : 90 min
- Pays :  États-Unis
- Langue : anglais
- Couleur
- Son : Stereo
- Date de sortie : 
  - États-Unis : 22 mars 1998
  - Allemagne : 1er juillet 1998
  - Suède : 22 avril 1999

## Distribution
- Susan Lucci : Isabelle Collins
- John O'Hurley : Stewart Collins
- Lauren Collins : Ruby Collins
- Philip Casnoff : Richard Davis
- Kamar De Los Reyes : Gavin Kendrick
- Joe Grifasi : inspecteur Larry Beers
- Nicholas Campbell : Doggett
- Dean McDermott : inspecteur Steve Nelson
- Barbara Eve Harris : procureur Jackson
- Sydnee Newman : Isabelle petite
- Louis Di Bianco : Harold
- David Gardner : Juge
- Jennifer Griffin : Charlotte Callahan
- Shaun Austin-Olsen : courtier
- Don Carrier : agent des passeports